# Тиллер, Генри
Генри Тиллер (норв. Henry Tiller, 14 июня 1914 — 1 января 1999) — норвежский боксёр, призёр Олимпийских игр.
Родился в Тронхейме. В 1931 году в 17-летнем возрасте выиграл чемпионат Норвегии среди юниоров. Впоследствии становился чемпионом Норвегии в 1935, 1936, 1937, 1938 и 1940 годах, а в 1936 году принял участие в Олимпийских играх в Берлине, где завоевал серебряную медаль. В 1941 году издал автобиографическую книгу «Ringen Klar».